# زواج المثليين في الإكوادور
أصبح زواج المثليين قانونياً في الإكوادور منذ 12 يونيو 2019، عندما قضت المحكمة الدستورية بأن حظر زواج المثليين غير دستوري بموجب دستور إكوادور. أصبحت الإكوادور خامس دولة في أمريكا الجنوبية تسمح للأزواج المثليين بالزواج.
تم تقنين الاتحادات المدنية للشركاء المثليين في الإكوادور من خلال الموافقة على دستور عام 2008، بما في ذلك جميع حقوق الزواج باستثناء التبني المشترك. تم الاعتراف على أول اتحاد مدني في أغسطس 2009.

## الاتحاد المدني
منذ أوائل القرن العشرين، مُنحت الاتحادات المدنية المغايرة، والمتاحة بعد عامين من التعايش، نفس الحقوق الممنوحة للزواج المدني. في أواخر القرن التاسع عشر، أنشأت الثورة الليبرالية بقيادة إلوي ألفارو الفصل بين الكنيسة والدولة في البلاد. منذ توطيد هذا الانفصال في العقود الأولى من القرن العشرين، لم تعترف الدولة إلا بالزواج المدني أو الاتحادات.
وخلال النقاش حول الدستور الجديد الاكوادوري 2008، ناضلت منظمات المثليين لإدراج الاتحادات المدنية المثلية، (بالإسبانية:unión de hecho، لغة كيتشوا: kawsankapa tinkunakuyka، لغة شوار: tsaniniamuka chikichkijiainkiti) والتي أدرجت في نهاية المطاف في المادة 68 من الدستور، على الرغم من احتجاجات الكنيسة الكاثوليكية والمجموعات الإنجيلية. وبموجب نص الدستور الجديد، فإن الفرق الوحيد بين الاتحادات المثلية والاتحادات المغايرة نقابات الجنس الآخر هو أن التبني من قبل الشركاء المثليين غير مسموح به؛ حقوق التبني هي نفسها بالنسبة للاتحادات المدنية وكذلك بالنسبة للزواج المدني، ولكن لا تمتد لتشمل الاتحادات المثلية. تم بالفعل توفير الحماية ضد التمييز القائم على التوجه الجنسي في دستور عام 1998، حيث أصبحت الإكوادور من بين الدول الثلاث الأولى في العالم التي تبنت مثل هذه الحماية الدستورية.
صرح الرئيس رافائيل كوريا بأنه يريد أن يسمح الدستور للاتحادات المثلية، قائلاً إن «الموقف الإنساني العميق لهذه الحكومة هو احترام الكرامة الجوهرية لكل شخص، لكل إنسان، بغض النظر عن عقيدتهم أو عرقهم أو تفضيلهم الجنسي. سنقدم ضمانات معينة للشركاء المثليين المستقرين ولكن الزواج سيظل مخصصًا لرجل وامرأة والأسرة، ولكل شخص كرامة، وهذا يعني أنه يجب على الشخص احترام شخص مستقل عن تفضيله الجنسي. توظيف شخص بسبب تفضيله الجنسي، وهذا هو التمييز، وهذا غير دستوري».
تمت الموافقة على الدستور في استفتاء بنسبة 69.46%، وتم تسجيله رسميا في 20 أكتوبر 2008. تم الاعتراف بأول اتحاد مثلي في أغسطس 2009.

### نص المادة 68 من الدستور الإكوادوري
المادة 68.- "La unión estable y monogámica entre dos personas libres de vínculo matrimonial que formen un hogar de hecho, por el lapso y bajo las condiciones y circunstancias que señale la ley, generará los mismos derechos y obligaciones que tienen las familias constituidas mediante matrimonio. La adopción corresponderá sólo a parejas de distinto sexo." 
ترجمة: «إن الاتحاد المستقر والمزدوج بين شخصين، خالٍ من رباط الزوجية، اللذين يشكلان شريكين بحكم الأمر الواقع، لمدة وتحت الظروف التي ينص عليها القانون، سوف يحصلان على نفس الحقوق والالتزامات التي تحصل عليها الأسر المبنية من خلال الزواج. سوف يسمح بالتبني فقط للشركاء المغايرين.»

### تغييرات لاحقة
على الرغم من تقنين الاتحادات المدنية في دستور عام 2008، إلا أنه لم يتم الاعتراف بها رسمياً كحالة مدنية حتى 15 سبتمبر 2014، عندما بدأت المديرية العامة للسجل المدني في تسجيلها على مستوى البلاد. بدأت ثلاث مدن، كيتو، غواياكيل وكوينكا، الاعتراف بالفعل بالاتحاد المدني قبل سبتمبر 2014.
في 21 أبريل 2015، صوتت الجمعية الوطنية لصالح مشروع قانون يُدرج الاتحادات المدنية في قانون أساسي، في تصويت 89 صوتًا لصالح مقابل صوت واحد ضد (89-1). كما أزال مشروع القانون شرط العيش معا لمدة عامين. قام الرئيس رافائيل كوريا بتوقيعه ليصبح قانونًا في 19 يونيو 2015.

## زواج المثليين

الاعتراف القانوني بالعلاقات المثلية في أمريكا الجنوبية
زواج المثليين
توفر شكل آخر من أشكال الاعتراف القانوني
لا اعتراف
حظر دستوري على زواج المثليين، عبر تقييد تعريف الزواج في الدستور إلى اتحاد بين رجل وامرأءة فقط
المثلية الجنسية غير قانونية

بموجب المادة 67 من دستور عام 2008، «الزواج هو اتحاد بين رجل وامرأة على أساس الموافقة الحرة من الطرفين والمساواة في الحقوق، والواجبات والأهلية القانونية.» ومع ذلك، فإن الأحكام الصادرة عن محكمة الدول الأمريكية لحقوق الإنسان والمحاكم الإكوادورية المحلية منذ التصديق على الدستور فرضت حقوق الزواج للأزواج المثليين.

### تاريخ
خلال سلسلة من المقابلات مع جريدة «إل يونفرسو» المحلية قبل الانتخابات العامة الإكوادورية لعام 2013، عبر اثنان من المرشحين الرئاسيين الثمانية عن تأييدهم لزواج المثليين: المرشحان اليساريان ألبرتو أكوستا، من «الوحدة السيارية متعددة القوميات»، ونورمان راي، عن حركة روبتورا 25. لم يشارك الرئيس رافائيل كوريا في المقابلات. ومع ذلك، في مقابلة 2011 مع راديو فرنسا الدولي قال كوريا إنه «لا يمكنه قبول» زواج من المثليين أو الإجهاض، على الرغم من سؤاله عما إذا كان سيعارض التشريع الذي سيشرعه أي منهما، أشار فقط إلى الإجهاض عندما قال إنه سيعارضه بالتأكيد. في 17 فبراير 2013، أعيد انتخاب الرئيس كوريا في الانتخابات بفارق كبير. في 23 مايو 2013، أكد كوريا من جديد معارضته لزواج المثليين.
في 4 مارس 2016، وافقت حكومة مقاطعة أزواي بالإجماع على مرسوم يسمح بزواج المثليين الرمزي. سمح القانون للأزواج المثليين بتسجيل زواجهم في السجل المدني لمقاطعة أزواي، لكن الزواج كان رمزياً فقط وليس له أي تأثير قانوني. عقدت أول حالة زواج المثليين رمزية في أواخر يونيو 2016 في كوينكا.
قبل الانتخابات الرئاسية لعام 2017، قال باكو مونكايو، مرشح اليسار الديمقراطي، إنه يجب أن يكون هناك نقاش وطني حول تقنين زواج المثليين. وفي النهاية، فاز لينين مورينو بالانتخابات، الذي كان موقفه من زواج المثليين مجهولًا، حيث رفض الإجابة على أسئلة الناشطة باميلا ترويا حول القضية.

### جهود التشريع

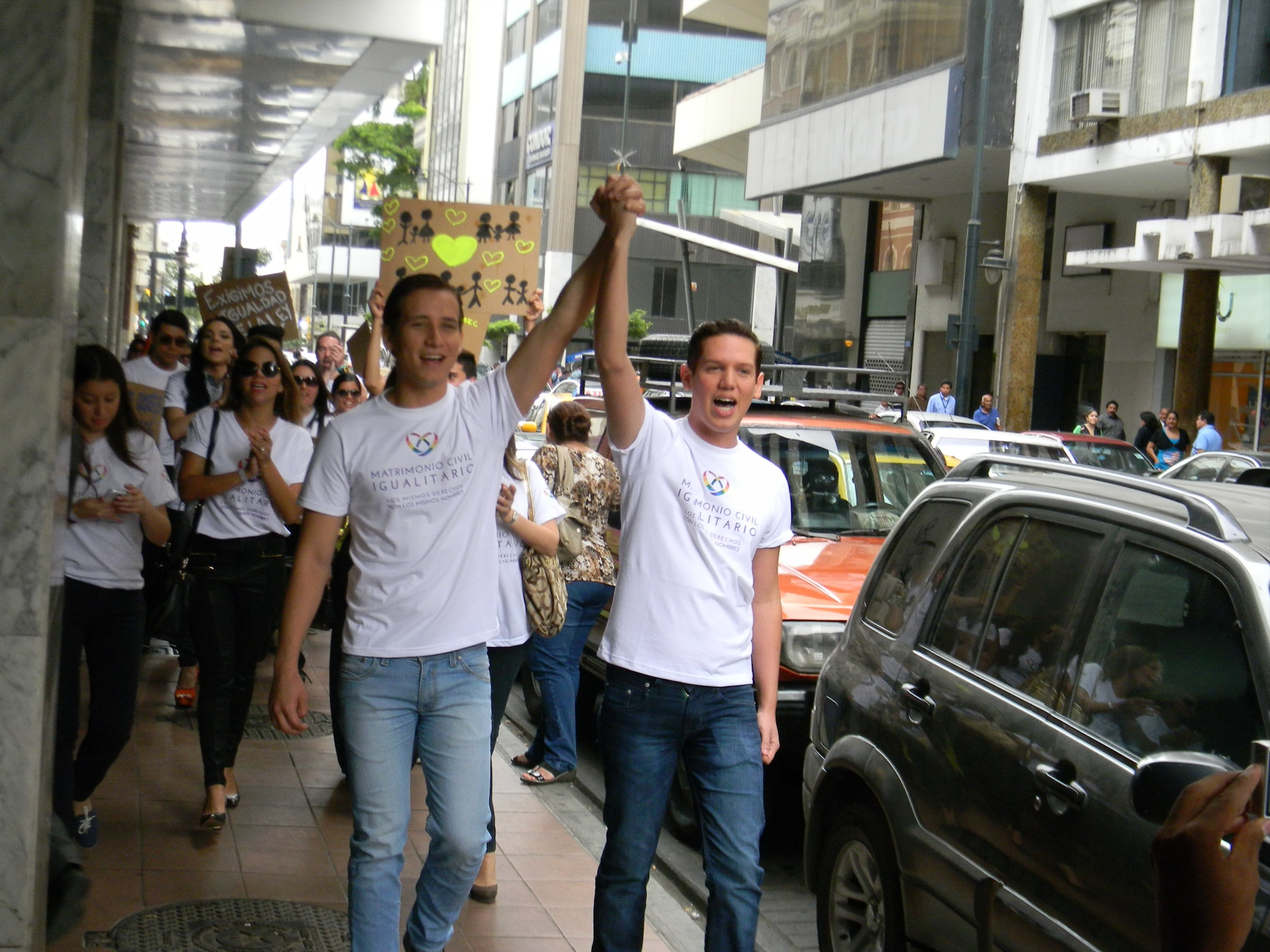
سانتياغو فينيسيس وفرناندو سالتوس في طريقهما إلى السجل المدني في غواياكيل، كجزء من حملة «المساواة في الزواج المدني».

في 5 أغسطس 2013، أطلقت مجموعات حقوق المثليين حملة على مستوى البلاد تحت اسم «المساواة في الزواج المدني» (بالإسبانية: Matrimonio Civil Igualitario)‏، تسعى إلى تقنين زواج المثليين في البلاد. تم إطلاق الحملة مع عريضة زواج قدمتها الناشطة باميلا ترويا وشريكاها في السجل المدني في كيتو. تم رفض الالتماس بعد أيام، مشيرًا إلى دستور البلاد والقانون المدني013. أعلنت الزوجتان في 8 أغسطس أنهما ستقدمان دعوى قضائية من أجل أن يأمر القاضي السجل المدني بالسماح لهما بالزواج. تم رفع الدعوى في 13 أغسطس وركزت بشدة على قضية محكمة الدول الأمريكية لحقوق الإنسان، وهي قضية أتالا ريفو والبنات ضد تشيلي، التي رأت أن التوجه الجنسي هو تصنيف محمي.
في 26 أغسطس 2013، ذهب زوجان مثليان آخران إلى السجل المدني في غواياكيل طلبًا للزواج. سار الزوجان، سانتياغو فينيسيس وفرناندو سالتوس، عبر المدينة إلى السجل المدني مع قافلة من الناشطين والمؤيدين، بما في ذلك الممثلة إريكا فيليز. تم رفض التماس زواجهما بعد ثلاثة أيام، وذلك بالإشارة إلى نفس الأسباب المقدمة للزوجين الأولين.

### حكم محكمة الدول الأمريكية لحقوق الإنسان 2018
في يناير 2018، قضت محكمة الدول الأمريكية لحقوق الإنسان بأن الاتفاقية الأمريكية لحقوق الإنسان تقضي وتطلب الاعتراف بزواج المثليين. كان الحكم ملزماً بالكامل لكوستاريكا ويضع سابقة ملزمة لدول أمريكا اللاتينية ومنطقة البحر الكاريبي الأخرى بما في ذلك الإكوادور. حثت جماعات الدفاع عن حقوق المثليين في الإكوادور الحكومة على التقيد بالحكم وتشريع زواج المثليين.

#### أحكام يونيو 2018
بعد حكم محكمة الدول الأمريكية لحقوق الإنسان، ذهب اثنان من الزوجات المثليات إلى السجل المدني في كوينكا للتقدم بطلب للحصول على تراخيص الزواج. بعد أن رُفض الاثنان، رفعوا دعاوى منفصلة في المحكمة بحجة أن رفض الاعتراف بزواجهما كان تمييزيا وغير دستوري وانتهاك للاتفاقية الأمريكية لحقوق الإنسان. واستنادا إلى قرار محكمة الدول الأمريكية لحقوق الإنسان، حكم قاضيان للأسرة لصالح الأزواج في 29 يونيو 2018. وأمر القضاة السجل المدني للبدء فورا في تسجيل زواج المثليين. ومع ذلك، أعلن السجل المدني عن نيته في الطعن في القرار. وتحظى القضيتان بدعم من حكومة مقاطعة أزواي. في 10 سبتمبر 2018، ألغت غرفة العمل التابعة لمحكمة العدل الإقليمية كلا القرارين، مشيرة إلى أن مسألة زواج المثليين يجب أن تعالجها الجمعية الوطنية أو المحكمة الدستورية.

#### حكم المحكمة الدستورية
في 28 يوليو 2018، قال رئيس المحكمة الدستورية، ألفريدو رويز، إن غالبية القضاة يؤيدون تقنين زواج المثليين، وأكد أن المحكمة ستحكم بتشريعه.
في 29 مارس 2019، عقدت جلسة استماع عامة لتحديد ما إذا كان «حكم أو سي 24/7» الصادر عن محكمة الدول الأمريكية لحقوق الإنسان بشأن زواج المثليين ينطبق على الإكوادور. ستقرر المحكمة أيضًا ما إذا كان يمكن تطبيقه دون تعديل على الدستور والقانون الأساسي للهوية وإدارة البيانات المدنية والقانون المدني (بالإسبانية: Ley Orgánica de Identidad y Gestión de Datos Civiles)‏. قبلت المحكمة الدستورية القضية في 6 مارس 2019، بناءً على طلب من قضاة الدائرة الجنائية لمحكمة العدل الإقليمية في مقاطعة بيتشينتشا، فيما يتعلق بقضية الزواج المدني لإفرين سوريا وشريكه خافيير بينالكازار. كان لدى المحكمة 45 يوما لإصدار رد وحل القضية.
في 20 مايو 2019، عقدت جلسة استماع عامة أخرى في قضية زواج المثليين مختلفة.
تم تحديد الحكم في القضايا في الأصل في 4 يونيو 2019، لكنه تأخر نظرًا لأن القضاة لم يتمكنوا من التوصل إلى قرار بعد عدة ساعات من المناقشة، وأعلنوا أنهم سيواصلون الاجتماع خلال الأيام التالية. أعلنت المحكمة حكمها في 12 يونيو 2019، الذي حكم في 5 قضاة لصالح مقابل 4 قضاة ضد (5-4) أن حظر زواج المثليين غير دستوري وانتهاك للقانون الدولي. على وجه التحديد، رأت المحكمة أن حكم محكمة الدول الأمريكية لحقوق الإنسان الصادر في يناير 2018 ملزم بالكامل للإكوادور وله الأسبقية على القانون المحلي الإكوادوري. أعادت المحكمة كتابة القانون المدني في البلاد ليصبح نصه «الزواج عقد مهم يربط بموجبه شخصان بهدف العيش معاً ومساعدة بعضهما البعض». دخل القرار حيز التنفيذ الفوري. كما ينص على السماح للأزواج المثليين بالزواج في القنصليات الإكوادورية والمكاتب الدبلوماسية الأخرى في جميع أنحاء العالم، ما دام أحد الزوجين مواطنا إكوادوريا، وهي ثاني دولة في العالم تسمح بذلك بعد المكسيك.
كان رد الفعل على الحكم مختلطًا. رحبت جماعات حقوق الإنسان ونشطاء المثليين بالحكم واحتفلوا به، مع قول كريستيان باولا من مؤسسة باكتا، التي قدمت مشورة قانونية إلى العديد من الأزواج المثليين، إن الحكم «يعني أن الإكوادور أصبحت أكثر مساواة، أكثر من يوم أمس، وهذا يعترف بأن حقوق الإنسان يجب أن تناسب جميع الناس دون تمييز». على وجه الخصوص، لاحظ نشطاء المثليين أن الصياغة المستخدمة في الحكم ستؤدي على الأرجح إلى تشريع زواج المثليين في العديد من دول أمريكا اللاتينية الأخرى تحت سلطة محكمة الدول الأمريكية لحقوق الإنسان، حتى لو كان لديهم حالياً حظر دستوري مطبق. كما رحبت محكمة الدول الأمريكية لحقوق الإنسان نفسها بالحكم. أعربت الكنيسة الكاثوليكية عن معارضتها لهذا الحكم.
في لقاء مع الإذاعة الوطنية بث في 20 يونيو، أعرب الرئيس لينين مورينو عن احترامه لقرار المحكمة الدستورية، قائلاً، «واجبنا، كمواطنين، وواجبي بصفتي رئيسًا، هو احترام قرارات جميع الوظائف والأجهزة أحافظ على احترامي المطلق لما قامت به المحكمة الدستورية، التي تتألف من قضاة جديين وصادقين».

## الرأي العام
وفقًا لمسح أجراه مركز بيو للأبحاث، والذي أجري بين 7 نوفمبر 2013 و 26 يناير 2014، أيد 16% من الإكوادوريين زواج المثليين، وعارضه 74% منهم.
وفقًا لمقياس الأمريكتين في عام 2014 (نُشر في يونيو 2015)، كان 16.5% من الإكوادوريين يؤيدون زواج المثليين.
أظهر مقياس الأمريكتين لعام 2017 أن 33% من الإكوادوريين يؤيدون زواج المثليين.